# Livro de Dede Korkut

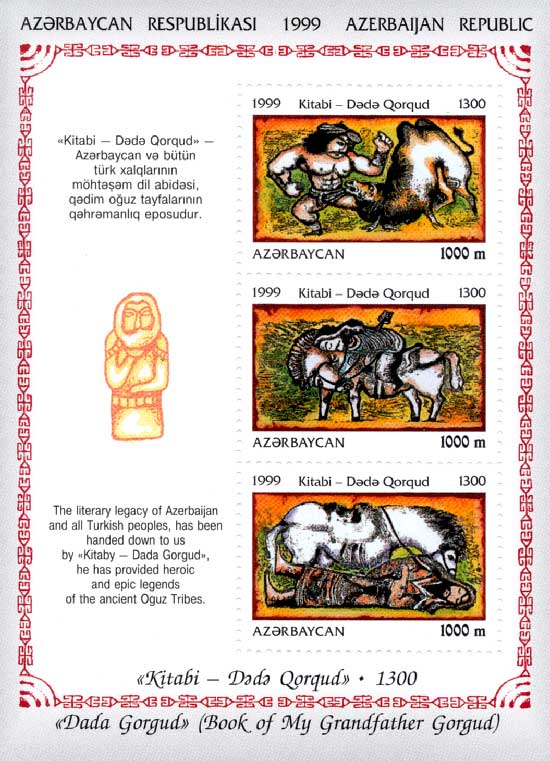
1300º aniversário do livro de Dede Korkut

O Livro de Dede Korkut é a epopeia mais famosa dos Turcos Oguzes. É uma colecção inestimável de epopeias e histórias, depoimento vivo da língua, do estilo de vida, das religiões, tradições e normas sociais dos turcos oguzes no Azerbaijão, Turquia e Ásia Central. O Livro de Dede Korkut foi declarado obra literária do ano 2000 pela Unesco.
A literatura turca dos Turcos oguzes inclui assim mesmo o Oguznama e as epopeias de Köroğlu, que são a parte da história da literatura dos azerbaijanos, dos turcos de Turquia e turcomanos.

## Origem e sinopses da epopeia

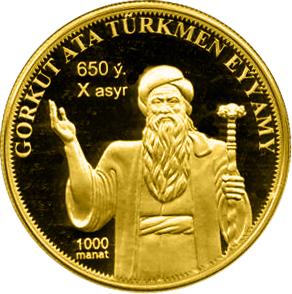
Ilustração de Dede Korkut (Gorkut Ata) na moeda de 1000 manates turcomenos.

Dede Korkut é um Dastan heroico (lenda), também conhecido como Oghuz-nameh entre os oguzes turcos, que começa em Ásia Central, continua na Anatólia e no Irão, e centra a maior parte de sua acção no Cáucaso azerbaijano. Segundo Barthold, "não é possível supor que este dastan poderia ter sido escrito em qualquer lugar menos no Cáucaso".
Para os povos turcos, especialmente as pessoas que se identificam como oguzes, é o principal recipiente da identidade étnica, da história, dos costumes e dos sistemas de valores dos povos turcos ao longo da história. Comemora as lutas pela liberdade num momento em que os turcos oguzes eram um povo de pastoreio, ainda que "está claro que as histórias se puseram em sua forma actual num momento em que eram cada vez menos os turcos oguzes que se consideravam a si mesmos como oguzes. Desde meados do século X, o termo Oguz foi gradualmente substituído entre os turcos por 'turcomano'; este processo completou-se a princípios do século XIII. Os turcomanos eram aqueles turcos, principalmente mas não exclusivamente oguzes, que tinham abraçado o Islão e tinham começado a levar uma vida mais sedentária que os seus antepassados.  No século XIV, uma federação de oguzes, ou, como lhos denominou neste momento, membros da tribo Turcomana, que se chamavam a si mesmos Cordeiros Brancos, estabeleceu uma dinastia que governava o oriente da Turquia, o Azerbaijão, o Irão e o oeste de Irão.

## Conteúdo
As doze histórias que compõem a maior parte do trabalho foram escritas após os turcos se converterem ao Islão, e os heróis com frequência são retratados como bons muçulmanos, enquanto os vilões são referidos como infiéis, mas também há muitas referências ao precursor dos turcos. Na magia islâmica a personagem Dede Korkut, isto é, o "avô Korkut", é um adivinho amplamente reconhecido, e serve para relacionar as histórias, e o décimo terceiro capítulo do livro compila os ditos que se lhe atribuem. "Nos dastãs, Dede Korkut aparece como o aksakal [literalmente 'barba branca', "o respeitado idoso"], o conselheiro ou sábio, que resolve as dificuldades que enfrentam os membros da tribo ... Entre a população, os respeitados aksakals são sábios e sabem como resolver problemas; entre axiques [recitadores de dastãs] geralmente chama-se-lhes dede [avô]. No passado, este termo designava idosos respeitados das tribos, e agora se usa dentro das famílias. O historiador Raxidadim de Hamadã (falecido em 1318) diz que Dede Korkut era uma pessoa real e viveu durante 295 anos, e que apareceu na época do governante oguz Inal Sir Iavcui Cã, por quem foi enviado como embaixador ante o Profeta, que se fez muçulmano, que deu conselhos ao grão-cã dos oguzes, que assistiu à eleição do grão-cã e deu nomes aos meninos.
As histórias falam de guerreiros e batalhas e provavelmente estejam baseadas nos conflitos entre os Oguzes e os Pechenegues e quipechaques. Muitos elementos da história são familiares para aqueles versados na tradição literária ocidental. Por exemplo, a história de um monstro chamado "Goggle-eye" Tepegoz tem suficientes coisas parecidas com o encontro com o Ciclope na Odisseia de Homero, achando-se que tenha sido influenciado pela epopeia grega ou que tem uma raiz antiga Anatólia comum. O livro também descreve com grande detalhe as diversas actividades desportivas dos antigos povos turcos: "Dede Korkut (1000-1300) refere-se claramente a certas actividades físicas e jogos. Na descrição de Dede Korkut, as habilidades atléticas dos turcos, tanto homens como mulheres, foram descritos como "de primeiro nível", especialmente em equitação, tiro com arco, lançamento de dardo, luta livre e pólo, que se consideram desportos nacionais turcos.

## Celebrações da UNESCO
Em 1998, a República do Azerbaijão e a UNESCO nomearam, e em 2000 comemoraram, o "aniversário de 1300 anos da epopeia azerbaijana da lenda Kitab-i Dede Qorqud". Em 2000, o Diretor Geral da UNESCO observou: "Épicos - e tenho em mente, em particular, o dos povos de língua turca atribuídos a Dede Korkut, perpetuados pela tradição oral até o século 15 antes de serem escritos ... são vectores das referências históricas, geográficas, políticas, sociais, linguísticas e literárias dos povos cuja história se relacionam. Embora muitos desses épicos já tenham sido anotados, as habilidades orais e gestuais dos contadores de histórias e dos griots que os mantêm vivos também devem ser imortalizadas sem demora. O assunto é urgente. "
Desde 1956, a UNESCO comemorou eventos históricos e os aniversários de personalidades eminentes celebradas pelos Estados Membros e Membros Associados, a fim de dar-lhes importância mundial. O Azerbaijão anunciou o Kitab-i Dede Qorqud como sua primeira "Celebração de aniversários" em 1998. Em 1999, o Banco Nacional do Azerbaijão cunhou moedas comemorativas de ouro e prata para o 1300º aniversário do épico.